# Uncinia koyamae
Uncinia koyamae är en halvgräsart som beskrevs av Gómez-laur. Uncinia koyamae ingår i släktet Uncinia och familjen halvgräs. Inga underarter finns listade i Catalogue of Life.